# 279 f.Kr.
| 279 f.Kr.          |
| ------------------ |
| Dødsfald - Fødsler |
|                    |

## Begivenheder
- Kong Pyrrhus af Epirus vinder en dyrekøbt sejr over romerne i slagene ved Heraclea og Asculum. Herfra opstår udtrykket Pyrrhussejr.